# Catocala broweri
Catocala broweri là một loài bướm đêm trong họ Erebidae.